# Unterleinleiter
Unterleinleiter település Németországban, azon belül Bajorországban. Lakosainak száma 1150 fő (2023. december 31.).

## Népesség
A település népessége az elmúlt években az alábbi módon változott:
| Lakosok száma | 501  | 784  | 1304 | 1219 | 1232 | 1221 | 1239 | 1242 | 1169 | 1150 |
|               | 1875 | 1950 | 1975 | 1987 | 2012 | 2014 | 2016 | 2017 | 2021 | 2023 |